# Stéphane Moreau
Stéphane Moreau (* 1. Januar 1971 in Nantes) ist ein ehemaliger französischer Fußballspieler und jetziger -trainer.

## Spielerkarriere
Moreau wuchs in Nantes auf und wurde, nachdem er fußballerisches Talent zeigte, in die Jugendabteilung des FC Nantes aufgenommen. In der Saison 1990/91 stand er erstmals im Profikader, wurde aber nicht eingesetzt. Er konnte in der folgenden Spielzeit sein Debüt feiern, kam aber auch nicht über diesen einen Einsatz hinaus. Obwohl er in der dritten Saison 15 Mal eingesetzt wurde, konnte er sich bei Nantes nicht etablieren, was auch durch Verletzungen bedingt war. Dementsprechend verließ er den Erstligisten 1995, nachdem er im selben Jahr mit diesem französischer Meister geworden war, und unterschrieb beim zweitklassigen SM Caen. Bei Caen wurde er zum Stammspieler und schaffte mit der Mannschaft 1996 den Aufstieg in die erste Liga, auch wenn dieser vom direkten Wiederabstieg ein Jahr später gefolgt wurde. Erneut sorgten Verletzungen für einen Rückschlag in Moreaus Karriere, als er dadurch in der Saison nach dem Abstieg seinen Stammplatz verlor. Aus diesem Grund wechselte er 1998 zum Ligakonkurrenten Stade Laval. Zunächst war er dort Stammspieler und blieb von Verletzungen weitgehend verschont. Doch ab 2000 kam er immer seltener zu Einsätzen und verlor seinen Stammplatz. Nachdem er in der Saison 2002/03 verletzungsbedingt lediglich sechs Mal auf dem Platz stand, beendete er seine aktive Karriere.

## Trainerkarriere
Es dauerte nach seinem Karriereende ein Jahr, bis er in den Trainerberuf einstieg und die Verantwortung für die Reservemannschaft von Nantes übernahm. 2008 wechselte er zur U-18-Mannschaft des Vereins. Mit dem Stade Laval war es ein weiterer ehemaliger Arbeitgeber, der ihn ab 2009 als Leiter der Jugendabteilung beschäftigte. Ein Jahr später wurde er zum Trainer der zweiten Mannschaft.